# Echeveria acutifolia
Echeveria acutifolia ist eine Pflanzenart aus der Gattung der Echeverien (Echeveria) in der Familie der Dickblattgewächse (Crassulaceae). Das Artepitheton acutifolia leitet sich von den lateinischen Worten acutus für ‚spitz‘ sowie folius für ‚blättrig‘ ab.

## Beschreibung
Echeveria acutifolia wächst einzeln und verzweigt sich nur selten. Die Triebe erreichen eine Länge von 10 Zentimeter oder mehr. Die fast rhombischen und sehr spitzen Blätter sind auf der Oberseite konkav geformt, besitzen ein aufgesetztes Spitzchen und sind grün gefärbt mit einer purpurner oder roten Tönung.
Der schmale cymös-rispige Blütenstand bildet kurze und steife Zweige mit 3 bis 4 Einzelblüten aus. Die aufsteigenden Kelchblätter sind linealisch und halb so lang wie die Blütenkrone. Die urnenförmige Blütenkrone ist 5-kantig und scharlachrot gefärbt, mit einer gelben Tönung.
Die Chromosomenzahl beträgt 2n = 54 oder 56.

## Verbreitung und Systematik
Echeveria acutifolia ist in Mexiko im Bundesstaat Oaxaca verbreitet. Von T. MacDougall wurde am Cerro Guiengola eine Variante mit glänzend roten Blättern gefunden. Eine Form mit vorwiegend grünen Blättern wurde von Abisaí García in Nizanda aufgesammelt.
Die Erstbeschreibung erfolgte 1842 durch John Lindley. Synonyme für die Art sind Cotyledon acutifolia (Lindl.) Baker, Cotyledon devensis N.E.Br., Echeveria devensis (N.E.Br.) M.L.Green und Echeveria holwayi Rose.

## Nachweise